# Careproctus ranula
Careproctus ranula är en fiskart som först beskrevs av Goode och Bean, 1879.  Careproctus ranula ingår i släktet Careproctus och familjen Liparidae. Inga underarter finns listade.